# Perthóri (Arcadie)
Ne doit pas être confondu avec Perithóri.
Perthóri (grec moderne : Περθώρι) est une localité située dans le dème de Tripoli, dans le district régional d'Arcadie, dans la périphérie du Péloponnèse, en Grèce.
Selon le recensement de 2021, elle compte 92 habitants.